# Aeroportul Internațional Erkilet
Aeroportul Internațional Erkilet (în turcă Kayseri Erkilet Havalimani) (IATA: ASR, ICAO: LTAU) este un aeroport din Kayseri, Provincia Kayseri, Turcia ce deservește zona Kayseri. Aeroportul a fost tranzitat în 2022 de 2.281.624 de pasageri. A fost deschis în 1998.
Situat la o altitudine de 1.069 m, aeroportul dispune de 1 pistă. Este operat de General Directorate of State Airports (Turkey)⁠(d).

## Infrastructură

### Piste
Aeroportul dispune de o singură pistă. Pista 07/25 are suprafața de beton și dimensiunile 3.000 m × 45 m. 